# Federico Trillo
Federico Trillo-Figueroa y Martínez-Conde (Cartagena, Murcia, 23 de mayo de 1952) es un jurista y político español perteneciente al Partido Popular. Ingresó por oposición en el Cuerpo de Letrados del Consejo de Estadoy posteriormente fue Presidente del Congreso de los Diputados de España y ministro de Defensa.
Colaboró en la fundación de la Asociación de Estudios para el Progreso Social.  y es miembro de la Comisión Española de Historia Militar.

## Biografía
Licenciado en Derecho por la Universidad de Salamanca y doctor en Derecho por la Universidad Complutense de Madrid. Está casado y tiene cinco hijos. También es miembro supernumerario del Opus Dei.
Ingresó como número uno de su promoción en el Cuerpo Jurídico de la Armada en 1974 donde estuvo destinado en la Fiscalía de la Zona Marítima del Mediterráneo y, más tarde, en la Dirección de Construcciones Navales Militares. En el año 1979 accedió por oposición, con el puesto n.º 16 al cuerpo de letrados del Consejo de Estado. Se retiró como comandante en 1989 para entrar en la actividad política.

### Inicios en su carrera política
Su padre, D. Federico Trillo-Figueroa y Vázquez, fue un militar que alcanzó el grado de General Auditor de la Armada y político durante el franquismo. En 1983 entró en el gabinete jurídico de Coalición Popular, entonces dirigida por Manuel Fraga Iribarne, desde donde participó activamente en la reestructuración del partido, que acabó refundándose en el Partido Popular. Pertenece a la Ejecutiva Nacional desde 1986.
Ha sido elegido diputado por la Circunscripción electoral de Alicante desde 1989. Durante los años 1989 a 1996 ocupó la vicepresidencia de la mesa del Congreso de los Diputados. De 1991 a 1996 fue portavoz de Justicia del grupo popular y comisionado ante el Tribunal Constitucional. El 27 de marzo de 1996 fue nombrado Presidente del Congreso de los Diputados, cargo que mantuvo hasta el final de la VI legislatura en el 2000.

### Ministro de Defensa[7]
El 27 de abril de 2000, José María Aznar lo nombró Ministro de Defensa de su segundo gobierno. Como tal, en julio de 2002 ordenó el asalto a la isla de Perejil, ocupada días antes por militares marroquíes, para liberarla y devolverle el statu quo.
El accidente del Yakovlev 42  en Turquía el 26 de mayo de 2003, en el que murieron 62 miembros del Ejército a su regreso de misión en Afganistán, y del que repetidamente se negó a aceptar la responsabilidad de su contratación ni las peticiones para dimitir, marcó el final de su etapa como ministro de Defensa.

### Embajador en el Reino Unido
El 30 de marzo de 2012 y a pesar de que el ministro de Exteriores, García-Margallo, se había comprometido a reservar los cargos en las embajadas exclusivamente a miembros del cuerpo diplomático, Federico Trillo es nombrado embajador de España en el Reino Unido. Al nombramiento le siguió una polémica derivada del cuestionamiento de la aptitud de Federico Trillo para el cargo por su desconocimiento del idioma inglés antes de esa fecha. También surgió una polémica porque Trillo, primero, transfirió su puesto de diputado por Alicante a su colaboradora de toda la vida, Julia de Micheo Carrillo de Albornoz y, después, esquivó la normativa vigente al obtener que Julia de Micheo fuese a trabajar para él a Londres —asistiéndole en las relaciones con los empresarios allí— aunque eso implicase que la diputada por Alicante no pudiese asistir a varios plenos del congreso. En abril de 2015 salió a la luz que Trillo había recibido de forma irregular a lo largo de tres años, 2006, 2007 y 2008, 354 560 euros —pago admitido por Trillo pero defendiendo su legalidad— de Grupo Collosa, una empresa implicada en la trama de corrupción destapada por Hacienda en Castilla y León en relación con las concesiones de parques eólicos en esa comunidad.
La tarde del 12 de enero de 2017 convoca una rueda de prensa (en la que no admite preguntas) en la Embajada de España en Londres y a la que asisten los medios de comunicación españoles acreditados para presentar su dimisión como embajador. En la declaración, que apenas dura dos minutos y medio, dice que lo hace "para no interferir en la acción del Gobierno". Añadió que ya se había puesto en contacto con el Gobierno para que se procediera a su relevo como embajador. Finaliza aclarando que su intención es volver a desempeñar el cargo que ocupa por su carrera profesional, letrado en el Consejo de Estado.

### Cese como Embajador del Reino Unido
El día 13 de enero de 2017, el Boletín Oficial del Estado publica el Real Decreto 2/2017 por el que se dispone a su cese como Embajador de España en el Reino Unido. El texto decía: "A propuesta del Ministro de Asuntos Exteriores y de Cooperación y previa deliberación del Consejo de Ministros en su reunión del día 13 de enero de 2017,vengo en disponer el cese, a petición propia, de don Federico Trillo-Figueroa Martínez-Conde como Embajador de España en el Reino Unido de la Gran Bretaña e Irlanda del Norte, agradeciéndole los servicios prestados". Lo refrenda el ministro de Asuntos Exteriores y lo sanciona el Rey.

## Polémicas

#### Polémicas como presidente del Congreso de los Diputados
- El 17 de abril de 1997 tras abrir la votación de la Ley de la Televisión Digital olvidó el micro encendido y se le pudo oír en toda la sala un muy claro:  "¡Manda huevos!"[16]

#### Polémicas como Ministro de Defensa
- En septiembre de 2003, tuvo un famoso desliz cuando pidió a las tropas de El Salvador, en plena formación, gritar «¡Viva Honduras!»[17]

- El 16 de febrero de 2004 protagonizó otra salida de tono. El ministro de Defensa, que encabezaba la candidatura del PP al Congreso de los Diputados por Alicante, convocó en un hotel de la ciudad a los informadores para comentar el programa electoral de su partido. Cuando acabó su intervención, Sonia Martín, periodista de Radio Alicante de la Cadena SER, preguntó a Trillo-Figueroa su opinión sobre las declaraciones que Hans Blix, exjefe de los inspectores de armamento de Naciones Unidas en Irak, había realizado poco antes en esa misma cadena. Blix recordó que la ONU nunca dio por sentado que en Irak hubiera armas de destrucción masiva, en contra de lo que había sostenido con obstinación el Gobierno español de José María Aznar. El ministro, tras oír la pregunta de la SER, sacó un euro del bolsillo y dijo: «Llevo una semana guardando el mismo euro para el que me preguntara por las armas de destrucción masiva, pero como he sabido que empiezan a perder interés, se lo ha ganado usted». Entonces, el titular de Defensa hizo rodar la moneda por la mesa en dirección a la informadora, aunque no llegó hasta el lugar que ocupaba ella. A Toni Ramos, de La Razón, le respondió la semana anterior de la misma forma: «El euro lo llevo tres días en el bolsillo esperando a que algún periodista me pregunte por las armas de destrucción masiva de Irak, además, había apostado con mis colaboradores que usted lo haría».[18]

- El accidente del Yakovlev 42 se produjo durante su mandato en Trebzon (Turquía) el 26 de mayo de 2003 y en él murieron 62 miembros del Ejército español, 12 tripulantes ucranianos y un ciudadano de origen bielorruso que volvían de Afganistán.[19] Dichos militares comunicaron el lamentable estado en el que se encontraban los aviones en que se realizaban los traslados aéreos a España. Tras el accidente, 30 víctimas se habían repatriado sin identificar, que se habían entregado a las familias y enterrado restos mortales mezclados y el proceso de identificación fue irregular. Además se hizo un funeral de Estado de forma precipitada en el que los familiares se sintieron humillados por el trato recibido.[20] Trillo se negó repetidamente a aceptar una supuesta responsabilidad política o penal[21] (ni siquiera tras la posterior condena a prisión de tres de sus subordinados por enterrar sin identificar a los muertos y en algunos casos falsificar la identificación de treinta de los cadáveres).[22][23] Su gestión fue reprobada en la Comisión de Defensa del Congreso en 2005. El Consejo de Estado culpó al Ministerio de Defensa, dirigido por Trillo, del accidente del Yak-42.[24] De hecho, fue recompensado con la Embajada en Londres; la larguísima instrucción del caso (algo normal en responsabilidades políticas cuando se trata de España) se prolongó hasta enero de 2017, cuando el mismo embajador había tomado la resolución de volver a España y solo entonces el Consejo de Estado falló responsabilizar al Ministerio de Defensa (que dirigía entonces Trillo) del fallecimiento de las setenta y cinco personas que había en el deficiente avión,[25] hecho por el cual fue declarado persona non grata por el Ayuntamiento de Cartagena.[26][27]

#### Polémicas como embajador en el Reino Unido
Se presentó una denuncia contra él por acoso laboral por parte de una exsecretaria de la Embajada de España en Londres, Teresa Hernández, contratada laboral de la Embajada, donde trabajó desde el 1 de noviembre de 2007 hasta que, el 21 de agosto de 2014 fue despedida "por razones disciplinarias". Desde el 1 de abril de 2011 fue secretaria social del embajador, primero del diplomático Carles Casajuana y luego del propio Trillo, responsable de organizar eventos sociales, entre otros cometidos. Los problemas empezaron, según la demanda, cuando Trillo se llevó a Londres a su asistente personal durante años, Julia de Micheo Carrillo-Albornoz, quien suplantó sus funciones y tomó el control de la agenda del embajador, sin informar a las secretarias de la Embajada, lo que provocó serios problemas de coordinación.
Papeles de Bárcenas
En 2013 Izquierda Unida demandó a 15 personas por los papeles de Bárcenas, entre ellos a Rodrigo Rato, Ángel Acebes y Federico Trillo. En 2021 tuvo que comparecer ante el Tribunal de Justicia que juzgaba si el PP pagó con su caja B la reforma de su sede de la calle Génova de Madrid y los sobresueldos que figuran en los apuntes manuscritos del extesorero Luis Bárcenas en donde constaba una anotación a nombre de Federico. Negó tal circunstancia.

## Obras
Es autor de varios libros sobre Derecho y pensamiento jurídico y político, aunque sus títulos más conocidos son: El poder político en los dramas de Shakespeare, Pregones y semblanzas y El censor de Shakespeare.